# Necopoi, Satu Mare
Necopoi este un sat în comuna Homoroade din județul Satu Mare, Transilvania, România.

 Acest articol despre o localitate din județul Satu Mare este deocamdată un ciot. Puteți ajuta Wikipedia prin completarea lui.